# Твардава
Твардава (пол. Twardawa, нім. Twardawa, 1936-45: Hartenau) — село в Польщі, у гміні Ґлоґувек Прудницького повіту Опольського воєводства.
Населення — 860 осіб (2011).

## Демографія
Демографічна структура станом на 31 березня 2011 року:
|          | Загалом | Допрацездатний вік | Працездатний вік | Постпрацездатний вік |
| -------- | ------- | ------------------ | ---------------- | -------------------- |
| Чоловіки | 433     | 70                 | 294              | 69                   |
| Жінки    | 427     | 48                 | 263              | 116                  |
| Разом    | 860     | 118                | 557              | 185                  |